# Ivan Onojaife
Ivan Efetubo Onojaife Allan (Giugliano in Campania, 12 ottobre 2003) è un cestista italiano.

## Carriera

### Nazionale
Nel 2023 ha partecipato, con l'Italia under 20, agli Europei di categoria, conclusi al nono posto finale.